# تورسی، سنه مرن
شهر تورسی، سنه مرن (به فرانسوی: Torcy, Seine-et-Marne) در شهرستان سنه مرن در ناحیه ایل-دو-فرانس با جمعیت ۲۲٬۲۹۹ نفر در کشور فرانسه واقع شده است